# John Haynes
John Haynes, spesso indicato anche come Haines (Essex, 1º maggio 1594 – Hartford, 9 gennaio 1653/54) è stato un politico e magistrato inglese, fondatore della Colonia del Connecticut e quinto Governatore della Colonia della Massachusetts Bay. In qualità di magistrato fu fondamentale per fornire i paradigmi giuridici sia nel Connecticut che nel Massachusetts. Fu tra i membri della Commissione che si occupò della stesura degli Ordini Fondamentali del Connecticut, che possono essere considerati tra i primi esempi di costituzione scritta. Investì gran parte del patrimonio familiare nella colonia del Connecticut "con grande rovina della sua famiglia in Inghilterra".

## Origini ed educazione
Nato probabilmente a Messing-cum-Inworth, nell'Essex, era il figlio maggiore di John Haynes e Mary Michel Haynes. La sua famiglia apparteneva alla gentry armigera. Nel 1605, all'età di undici anni, perse suo padre e probabilmente ereditò gran parte dei beni e delle proprietà della famiglia. Con molta probabilità frequento l'Università di Cambridge, dal momento che nei registri di questo istituto risultano iscritti in questo periodo due John Haynes. Intorno al 1616 Haynes viveva nella tenuta di famiglia di Gurney's Manor, nei pressi di Hingham, nel Norfolk, all'epoca un focolaio di diffusione della religione puritana. Nel 1622 alienò la tenuta paterna di Walkfare e nel 1624 acquistò il maniero di  Copford Hall nella contea dell'Essex. Lì sposò Mary Thornton, figlia di un nobile del luogo, Robert Thornton, dalla quale ebbe sei figli; nel 1627 Mary morì e venne sepolta nella locale chiesa di St Andrew. Dopo aver stretto una forte amicizia con il pastore Thomas Hooker che risiedeva a Chelmsford, ne venne fortemente influenzato. L'intera contea dell'Essex era disseminata di famiglie puritane che diffondevano il nuovo credo religioso con fervente attività; lo stesso Conte di Warwick, simpatizzante della causa puritana, possedeva diverse proprietà nella regione e vi trascorreva gran parte del tempo quando non era di residenza a Londra e la sua residenza di Inworth non era molto distante da quella di Haynes.
Questo gruppo di correligionari visse con apprensione gli sviluppi della sempre più crescente tensione tra re Carlo I d'Inghilterra ed il Parlamento, ed iniziarono probabilmente a considerare la possibilità di vivere una esistenza più sicura e libera nel Nuovo Mondo. L'occasione si presentò quando, nel dicembre del 1630, John Humphreys, nominato vice-governatore della Colonia della Massachusetts Bay, e John Winthrop, invitarono Haynes ed Hooker a raggiungere la colonia. Dopo ripetute sollecitazioni, nel 1633, dopo aver lasciato i due figli e la figlia forse alle cure di una delle sorelle, Haynes, in compagnia del suo amico Hooker, e ad altri puritani come Cotton Mather e Samuel Stone, salparono a bordo della nave Griffin, e dopo un viaggio di otto settimane, giunsero nella Baia di Massachusetts il 4 settembre 1633.

## Nella Colonia della Massachusetts Bay
Giunti a Cambridge (allora Newtowne), Haynes fu ospite di Thomas Dudley fin quando la sua nuova abitazione non fu pronta. Dal momento che era un individuo molto facoltoso, venne accettato nella Colonia con lo stato giuridico di freeman (uomo libero) ovvero un individuo in possesso di tutti i diritti politici e civili garantiti da un libero governo. In questa veste venne nominato membro del comitato costituito per sovrintendere le questioni militari, posizione che acquistò una certa rilevanza quando iniziarono ad aprirsi le ostilità con le popolazioni dei nativi americani ed in particolare in occasione della cosiddetta Guerra pequot, scoppiata nel 1634.
Haynes fu coinvolto nella polemica sorta sulla Croce di San Giorgio suscitata dalla decisione di John Endecott, il quale aveva dato ordine di toglierla dalle insegne della milizia di Salem perché considerata simbolo papista. Haynes, in quanto di opinione moderata sulla questione, manifestò disaccordo sulla posizione di Endecott, sostenendo che la croce dovesse essere considerata un simbolo nazionalistico e non papista. Per questo motivo il consiglio di cui era membro anche Haynes stabilì che Endecott fosse esautorato da qualsiasi incarico per il periodo di un anno.